# Hunter Doohan
Hunter Doohan (Fort Smith (Arkansas), 19 januari 1994) is een Amerikaans acteur. Hij speelde in diverse films en series, waaronder Where We Disappear, Your Honor en Wednesday.

## Filmografie

### Film
- 2012: Lost Pursuit, als dromer
- 2013: Grace, als Tom
- 2014: Rhonda and Ruby, als Damon
- 2015: It's Supposed to be Healthy, als Josh
- 2016: Mosh Opera, als Robbie
- 2017: Step Into: Miss Laura's, als Levi
- 2018: Dirty Bomb, als Robert
- 2018: Soundwave, als Ben Boyles
- 2019: Where We Disappear, als Ivan
- 2021: Last Patrol on Okinawa, als Jimmy Fish Morris
- 2022: Ringing Rocks, als Anson
- 2023: Free Bench Must Pick Up Today, als George

### Televisie
- 2015: The Other Client List, als limonade man
- 2015: Coffee House Chronicles, als Owen
- 2018: Westworld, als Confederado Scout
- 2018: Cagney and Lacey, als Sean Ward
- 2019: Schooled, als Matt Ryan
- 2019-2020: Truth Be Told, als Warren (tienerversie)
- 2019: What/If, als Tyler
- 2020-2021: Your Honor, als Adam Desiato
- 2022-heden: Wednesday, als Tyler Galpin
- 2025: Daredevil: Born Again, als Bastian Cooper / Muse